# Adelaïde von Skilondz

Adelaïde von Skilondz

Adelaïde Andrejewa von Skilondz (russisch Аделаида Андреева фон Скилондз, 27. Januarjul. / 8. Februar 1882greg. in Sankt Petersburg, Russland – 5. April 1969 in Stockholm, Schweden) war eine russische Opernsängerin im Fach Koloratursopran. In den 1920er Jahren nahm sie die schwedische Staatsbürgerschaft an und wurde Gesanglehrerin.

## Leben und Werk
Die Tochter von Leo Andrejew, Oberst der Kavallerie, und Adelaide geb. Christman hatte zwei Schwestern, Katja und Selinka. Ihre Musikalität wurde früh entdeckt und bereits im Alter von sechs Jahren beherrschte sie einige Beethoven-Sonaten. Am Sankt Petersburger Konservatorium erhielt sie eine Ausbildung zur Konzertpianistin beim berühmten Komponisten, Dirigenten und Pianisten Felix Blumenfeld. Danach studierte sie Komposition bei Anatol Ljadow und Harmonielehre bei Nikolai Rimski-Korsakov. Aufgrund ihrer exzellenten Noten schenkten ihr die Eltern eine Auslandsreise. Sie entschied sich für Norrland, den Norden Schwedens. Dort sang sie vor Minentechnikern und erhielt begeisterte Zustimmung – und den Rat, doch ihre schöne Stimme ausbilden zu lassen. Sie entschloss sich zum Gesangsstudium in ihrer Heimatstadt bei der Sängerin und Gesangslehrerin Natalia Iretskaya, die ihre Stimme bei der berühmten schwedischen Mezzosopranistin Henriette Nissen-Saloman hatte ausbilden lassen. 1904 trat sie erstmals in ihrer Heimatstadt auf, im Jahr darauf heiratete sie Vladimir von Skilondz, einen Ministerialdirektor, und 1908 wurde sie an das Mariinski-Theater verpflichtet. Am 7. Oktober 1909 war sie dort an der posthumen Erstaufführung der Oper Der goldene Hahn von Nikolai Rimski-Korsakow als Königin von Schemacha beteiligt. Diese Rolle war quasi ihr Durchbruch, das Ausland wurde auf sie aufmerksam. Sie reiste gemeinsam mit ihrem Ehemann ab, sang im März 1910 in Helsinki unter Robert Kajanus in Haydns Schöpfung und gelangte nach Dresden, wo ihr der Intendant der Hofoper, Nikolaus Graf von Seebach, Elogen machte und sie gerne engagiert hätte, doch er hatte keinen Platz im Ensemble. So kam sein Berliner Kollege, Georg von Hülsen-Haeseler, zum Zuge, indem er ihr einen 5-Jahres-Vertrag mit einer fürstlichen Apanage anbot, 20.000 Reichsmark jährlich. Die Sängerin debütierte an die Berliner Hofoper als Page in Meyerbeers Hugenotten, es war der Beginn „märchenhafter Erfolge“, wie Carl-Gunnar Åhlen schreibt. Sie sang die Susanna unter Leo Blech, die Königin der Nacht unter Karl Muck und die Zerbinetta mit dem Komponisten am Pult. Die Plattenstudios stellten sich an – Grammophon, Parlophon, Pathé – und so kam es, dass die von ihr interpretierten Arien der Königin der Nacht gleich dreimal von verschiedenen Firmen aufgenommen wurden und die Walzerarie von Gounod zweimal. Doch dann brach der Erste Weltkrieg aus, der Intendant konnte die „feindliche Ausländerin“, die deutsch gelernt und in deutscher Sprache gesungen hatte,  nicht mehr besetzen und die frischgepressten Schellacks waren schlagartig unverkäuflich. Die Ehe war bereits 1912 geschieden worden. 1914 begab sich die Künstlerin in das neutrale Schweden, sang ein Konzert, fühlte sich aber dort nicht wohl und reiste weiter nach Helsinki, wo sie im Frühjahr 1915 die Titelrolle in Lakmé verkörperte. Den Sommer verbrachte sie in Kuokkala, der Sommerfrische ihrer Kindheitsjahre. Danach kehrte sie nach St. Petersburg zurück, wurde dort aber frostig aufgenommen, als „Kaiser Wilhelms Liebling“. Sie kehrte um und entschloss sich, die fünf vertraglich zugesicherten Vorstellungen an der Königlichen Oper in Stockholm zu singen.  Sie eroberte das Publikum im Sturm. In die Musikstunde Rosinas in Rossinis Barbier von Sevilla schmuggelte sie die Glockenarie der Lakmé. Der Figaro dieser Vorstellung war Martin Oscàr, der wenige Monate zuvor seine Frau verloren hatte, Anna Oscàr, lange Jahre Stockholms führende Koloratursopranistin. Deren vakante Position übernahm die aus Wahlheimat und Heimat vertriebene Künstlerin mit größter Selbstverständlichkeit. Ihr Kurzzeit-Engagement wurde verlängert und im Frühjahr 1916 sang sie 31 Vorstellungen, nunmehr in schwedischer Sprache, alle ausverkauft und heftig akklamiert. Die Königin der Nacht übernahm sie in der Neuinszenierung vom Januar 1917 und in 63 Reprisen. Violetta, Gilda, Elvira, Lakmé folgten, die Frauen, die Hoffmann faszinierten und verführten, Philine, Marguerite de Valois, Manon und Tatjana. Insgesamt bestritt die Künstlerin 252 Vorstellungen bis Januar 1924. Während der Weltkriegsjahre nahm sie russische Flüchtlinge in ihrer großen, schönen Wohnung im Zentrum von Stockholms auf; es waren so viele, dass sie auf dem Boden schlafen mussten. Sie präsentierte sich auch als Konzertsängerin und gastierte parallel zu ihrem Stockholmer Vertrag in Berlin, Dresden und Helsinki, in der Tschechoslowakei, Frankreich und England. Bis in die 1930er Jahre sang sie im professionellen Kontext, bis 1943 im privaten Rahmen für Freunde und Bekannte.
Ab 1922 wirkte sie jahrzehntelang lang als Gesangslehrerin. Zu ihren Schülerinnen zählten – als berühmteste – Kerstin Meyer und Elisabeth Söderström, weiters Stella Andreva, Kjerstin Dellert, Eva Gustavson, Ingeborg Kjellgren, Ruth Linge, Stina-Britta Melander, Ruth Moberg, Eva Prytz, Isa Quensel, Gaby Stenberg, Inga Sundström, Inez Wassner sowie Gösta Björling, Kim Borg, Olav Eriksen, Carl-Axel Hallgren, Arne Ohlson und Carl Gustaf Svingel. 1926 präsentierte sie zehn ihrer Schüler im neu erbauten Konserthuset in der von ihr selbst eingerichteten einaktigen Offenbach-Operette La Chanson de Fortunio. Als der Arbeitgeberverband im September 1939 ihre Wohnung beschlagnahmte, mietete sie sogleich eine noch größere am Strandvägen 31 an, um dort ihren Privatunterricht fortsetzen zu können. Im Salon der neuen Wohnung konnte sie 250 Gäste empfangen. Dort hing auch das Ilja Repin gemalte Porträt der Künstlerin, eines von drei Gemälden, welche ihr gewidmet waren. Während der Stalin-Zeit konnten die Schwestern nach Schweden flüchten. Sie kümmerten sich um die Sängerin, als sie gebrechlich wurde. Adelaïde von Skilondz' Lebensweg diente als Vorlage für die Filmfigur Luiza Cabral, gespielt von ihrer Schülerin Isa Quensel in Glasberget von Sigfrid Siwertz (Romanvorlage) und Gustaf Molander (Regie).

## Rollen (Auswahl)

### Ur- und Erstaufführungen
- 1909 Nikolai Rimski-Korsakow: Der goldene Hahn – als Königin von Schemacha (in der St. Petersburger Erstaufführung)

### Repertoire
| Auber: - Elvira in Die Stumme von Portici Delibes: - Titelpartie in Lakmé Donizetti: - Titelpartie in Lucia di Lammermoor Massenet: - Titelpartie in Manon Meyerbeer: - Page und Marguerite de Valois in den Hugenotten Mozart: - Königin der Nacht in der Zauberflöte - Susanna in Figaros Hochzeit Offenbach: - Drei oder vier Sopranrollen in Hoffmanns Erzählungen |  | Rimski-Korsakow: - Marfa, Titelfigur der Zarenbraut Rossini: - Rosina in Barbier von Sevilla Richard Strauss: - Zerbinetta in Ariadne auf Naxos Tschaikovski: - Tatyana in Eugen Onegin Thomas: - Philine in Mignon Verdi: - Gilda in Verdis Rigoletto - Violetta Valery in La traviata |

### Rollenbilder

Unbekannte Rolle
Hoffmanns Erzählungen
Lakmé

## Tondokumente
Bereits 1906 und 1907 wurden Aufzeichnungen in St. Petersburg erstellt, 1906 drei Szenen aus Pique Dame, 1907 die Szene Tatjana/Onegin aus dem 3. Akt von Eugen Onegin. Ihr Partner war der Barion Michail B. Sokolski. In den Jahren 1912 und 1913 entstanden in Berlin rund fünfzig Aufnahmen einzelner Arien, darunter die Glöckchenarie (auch Bell Song genannt) aus Lakmé, die Rachearie aus der Zauberflöte und die Walzerarie aus Roméo et Juliette von Charles Gounod. Sie spielte auch Arien zweier tragischer Frauenfiguren bei Giuseppe Verdi ein – der Gilda und der Violetta Valéry. Bruno Seidler-Winkler dirigierte 1913 mehrere Ausschnitte der Ariadne auf Naxos von Richard Strauss. Adelaïde von Skilondz sang Auszüge von vier Rollen dieser Oper – Zerbinetta, Komponist, Najade und Schäferin. 1924 zeichnete sie in Stockholm ein Lied des russischen Komponisten Alexander Aljabjew, „Die Nachtigall“ (Соловей).

## Auszeichnungen
Adelaïde von Skilondz wurde 1917 mit der schwedisch-königlichen Medaille Litteris et Artibus ausgezeichnet. Am 30. November 1921 wurde sie als ausländisches Mitglied Nr. 247 in die Königlich Schwedische Musikakademie gewählt. Da diese Mitgliedschaft im Jahr 1930 übertragen wurde und sie danach als schwedische Mitglied Nr. 601 geführt wurde, ist davon auszugehen, dass sie in der Zwischenzeit die Staatsbürgerschaft Schwedens verliehen bekam.